# Manlio Faggella
Manlio Faggella (Roma, 1º maggio 1894 – Roma, 11 settembre 1978) è stato un avvocato, filologo e traduttore italiano.

## Biografia
Manlio Faggella nacque a Roma da Giuseppina Errico e da Gabriele Faggella, magistrato, originario di San Fele in provincia di Potenza; suo zio Donato fu primo presidente della Corte d'appello di Roma e senatore del Regno d'Italia.
Conseguì giovanissimo dapprima la laurea in giurisprudenza e successivamente quella in lettere classiche. Esercitò la professione di avvocato e fu docente di letteratura greca all'Università di Roma, ma soprattutto fu un grande traduttore di classici greci e latini e precisamente dei poemi omerici, di Virgilio, Euripide, Platone ed Esiodo.
Egli stesso espose la propria concezione del tradurre: «La traduzione limite (ossia la traduzione che raggiunge i confini non superabili della perfezione) è la traduzione che riproduce il testo in ogni movenza, fin dove si può, ché in tutto non ci si arriva. Può essere anche liberissima, ma si deve badar che susciti la medesima commozione. La traduzione di un'opera d'arte dev'essere essa stessa un'opera d'arte. Non corre dietro alla paroletta, non rende, come ha ammonito Orazio, verbum verbo». E infatti le sue traduzioni dai poeti classici sono tutte metriche. In particolare, nella traduzione dell'Eneide, «Il verso scelto dal Faggella è l'endecasillabo, che, pur nei riflessi e nei toni classicheggianti, ha il pregio di liberarsi da schemi linguistici precostituiti, di rifuggire dalle note altisonanti e sostenute, che porterebbero fatalmente l'espressione a scivolare nel melodrammatico, di immergersi nella narrazione dei fatti con l'intento di renderne la chiarezza, la vigoria, la tensione drammatica, non disdegnando di penetrare la complessità dei significati e le sfaccettature più preziose della lingua di Virgilio».
Pubblicò inoltre molti articoli su argomenti storico-letterari su diverse testate giornalistiche italiane.
Morì a Roma all'età di 84 anni, lasciando inedite altre traduzioni (tra cui dattiloscritte quelle delle Commedie di Terenzio e di Plauto).

## Opere

### Traduzioni
- Esiodo, La teogonia, Roma, Bardi, 1915.
- Platone, Dialoghi, vol. II: Parmenide, Sofista, Politico, Filebo, Bari, Laterza, 1915.
- Omero, La battaglia delle rane e dei topi, Bari, Laterza, 1921.
- Omero, Iliade, traduzione in versi esametri, 2 voll., Bari, Laterza, 1923-24.
- Omero, Odissea, traduzione in versi esametri, 2 voll., Bari, Laterza, 1925.
- Platone, Il Protagora e il Gorgia, Roma, 1926.
- Esiodo, Introduzione, traduzione e commento, Roma, 1927.
- Platone, L'Alcibiade I e il Carmide, introduzione, traduzione e note, Roma, P. Maglione, 1933.
- Platone, Il Teeteto, Roma, 1935.
- Platone, Il Menone, Roma. 1935.
- Euripide, Nuova traduzione in versi, 5 voll., Milano-Roma, Società Editrice Dante Alighieri, 1935-1939.
- Virgilio, Eneide, introduzione, traduzione e note, Roma, Angelo Signorelli, 1954.
- Fedro, Le favole, Milano, Feltrinelli, 1974.
- Plauto, Le baccanti, traduzione in romanesco, Roma, Casa Editrice Bruccoleri, 1976.

### Altro
- De inconsequentibus Wilamowitii, Romae, Cuggiani, 1923.
- La tirannide e il popolo, Roma, Tipografia Consorzio Nazionale, 1956.
- Civiltà antica, Milano, Garzanti, 1963.